# Tonicella marmorea
Tonicella marmorea is een keverslak uit de familie der Ischnochitonidae.

## Beschrijving
Tonicella marmorea is een wat grotere chiton en wordt 40 millimeter lang. De schelpplaten zijn glad en glanzend, met onduidelijke kiel en geprononceerde snavels aan de voorkant. De sculptuur vertoont duidelijke groeibanden. De gordel is smal en dun, met weinig korrels en met een franje van dunne, platte stekels. Het grootste deel van de mantelgroeve wordt door kieuwen in beslag genomen.

## Verspreiding en leefgebied
Deze soort komt circumboraal voor, in het oostelijk deel van de Atlantische Oceaan tot Groot-Brittannië, de Noordzee en Denemarken en het westelijk deel van de Noordelijke IJszee tot Massachusetts. De dieren leven in het (ondiep) sublitoraal tot 200 meter diepte op rotsen, keien en grindbodems.